# 朗纳·斯塔勒
朗纳·斯塔勒（瑞典語：Ragnar Stare，1884年11月24日—1964年6月30日），瑞典男子射击运动员。他曾代表瑞典参加1920年夏季奥林匹克运动会射击比赛，获得男子团体小口径步枪50米站姿银牌。